# John Rocco
John Rocco é um ilustrador americano, mais conhecido por ilustrar as capas da série Percy Jackson & the Olympians.

## Carreira
Rocco não levou a sério desenho até que ele tinha 19 anos. Rocco também tem sido um diretor de arte internacional na indústria do entretenimento. Rocco era o diretor de arte pré-produção na Dreamworks para o filme Shrek. Ele projetou atrações no Disney Epcot e serviu como diretor de arte para DisneyQuest

## Educação
Rocco obteve seu diploma em ilustração da Ilha Escola de Design de Rhode e Escola de Artes Visuais em New York City

## Trabalhos
Rocco foi autor dos livros infantis:
- Wolf! Wolf!
- Moonpowder
- Fu Finds the Way
- Blackout
- Super Hair-o and the Barber of Doom

## Prêmios
- Borders Award Vozes originais para o melhor livro de imagens
- Art Show Original na Society of Illustrators
- New York Times Melhor Livro do Ano
- 2012 Caldecott Honor